# خورن نارپی
خورن نارپی (لوسینیان) (ارمنی: Խորեն Նարպեյ (ԼՈՒՍԻՆԵԱՆ)؛  زادهٔ ح. ۱۸۳۱ - درگذشته ۱۸۹۲) نویسنده، ویراستر، آموزگار، مؤلف، و شاعر اهل ارمنستان بود.

## زندگی‌نامه
وی در ۱۸۳۱ در کنستانتینوپل به دنیا آمد و از جزیره سن لازارو فارغ‌التحصیل گشت.  وی در ۱۸۹۲ در سن ۶۱ سالگی درگذشت.

## یادداشت
1. Եղբայրներ Խորեն և Ամբրոսիոս Գալֆայաններ
2. ↑  Եղբայրներ Խորեն և Ամբրոսիոս Գալֆայաններ